# Xarcuteria la Pineda
La Xarcuteria la Pineda és un edifici de Barcelona que forma part de l'Inventari del Patrimoni Arquitectònic de Catalunya.

## Descripció
L'establiment comercial està situat al carrer del Pi, en un espai annex a l'antic jardí de la casa Castell de Pons, on estan situats, als baixos, establiments emblemàtics com la xocolateria Fargas o la Filatèlia i Numismàtica Monge. El local té una única entrada amb un aparador a la dreta sobre un sòcol de fusta corb, muntat a ras de façana i de mitja altura. A sobre la llinda hi ha un petit plafó de fusta amb el nom de l'establiment i a sota un tendal.
A la sala interior l'espai queda dividit per un altell situat al fons del local amb el sostre de volta rebaixada on s'inclouen peces per a penjar-hi l'embotit. Totes les parets i el sostre de la botiga està recobert de ceràmica blanca. Té un taulell situat a un dels laterals de la botiga de marbre de diferents colors. Hi ha també alguns estris com la caixa enregistradora, un tallador manual o una bàscula. El paviment és de mosaic hidràulic amb dibuixos geomètrics.

## Història
La xarcuteria es va fundar a Barcelona a principis del segle xx. Tot i que es desconeix la data precisa, sabem que l'any 1930 el propietari era Florencio Mir i s'ha mantingut el negoci a través de les generacions familiars.